# Jos Verlooy
Jos Verlooy (né le 15 décembre 1995) est un cavalier de saut d'obstacles belge. 
Il  est le seul cavalier belge à accéder à la finale des championnats d'Europe de saut d'obstacles à Herning, en aout 2013. Il participe aux Jeux équestres mondiaux de 2014 et de 2018, ainsi qu'à la finale de la Coupe du monde de saut d'obstacles 2015-2016 à Göteborg. Il décroche son premier Grand Prix en CSIO5* en juin 2018, à Rotterdam.

## Biographie
Son père Axel Verlooy gère l'écurie Euro Horse à Grobbendonk, en Belgique.

## Chevaux
- Domino
- Farfelu de la Pomme